# Conformité des digues aux Pays-Bas
 (octobre 2017).

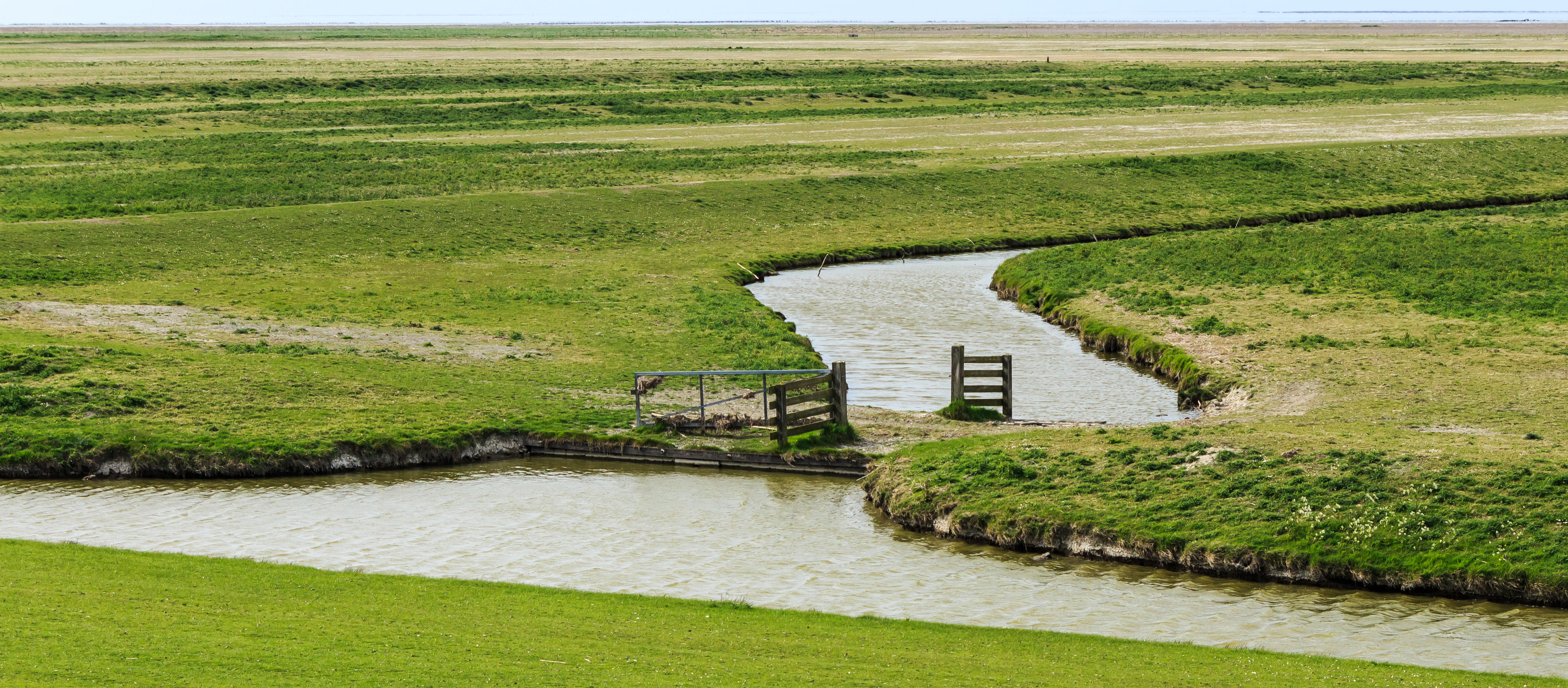
Cours d'eau pour lesquels une digue n'est pas nécessaire car l'eau est naturellement retenue, en province de Frise.

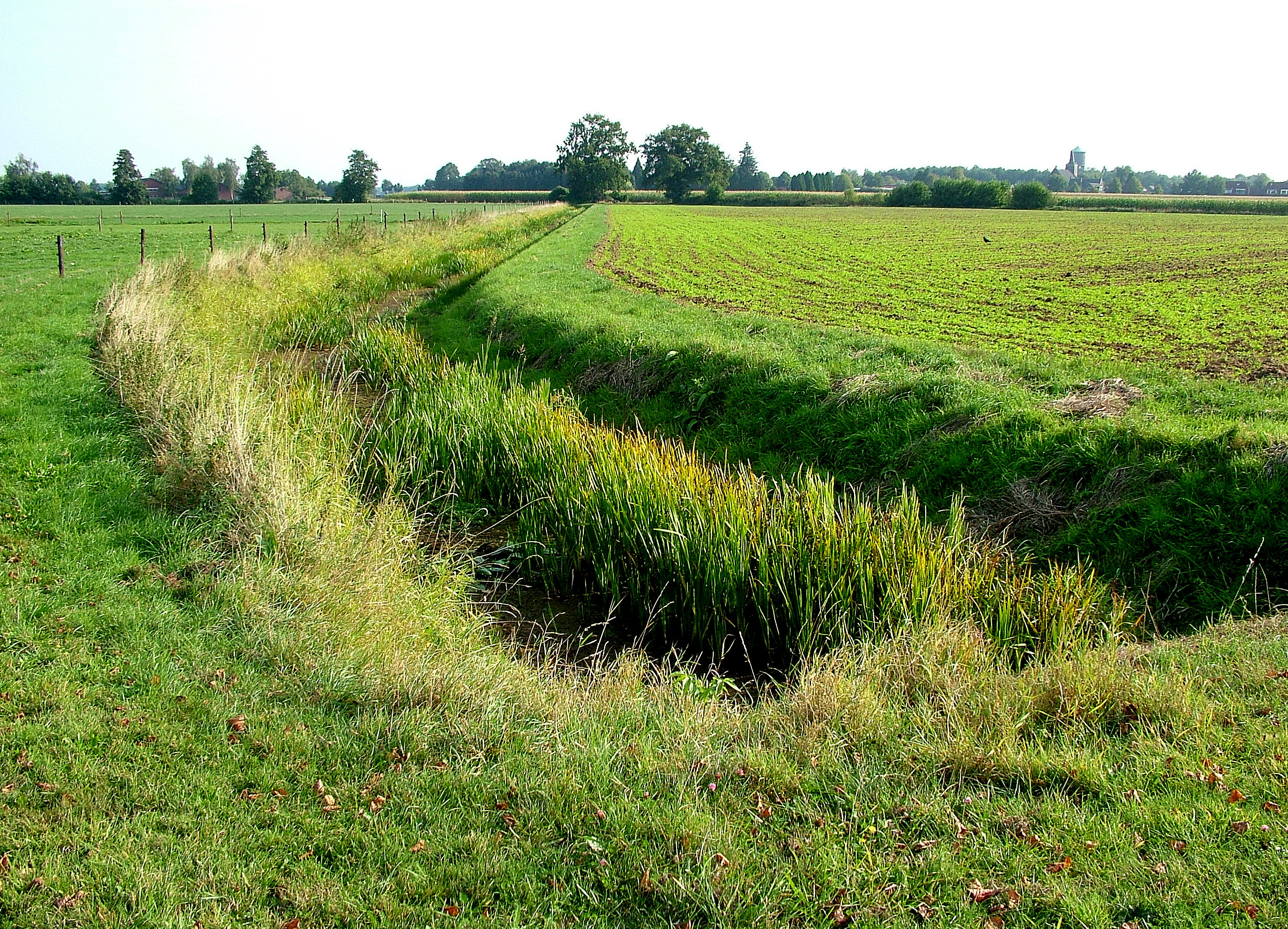
Digue de rétention, en rase campagne.

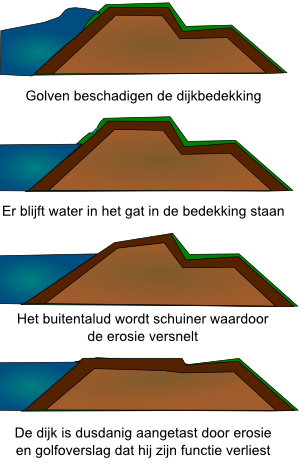
Schéma d'une digue néerlandaise classique, et son érosion.

La conformité des digues aux Pays-Bas, Deltahoogte en néerlandais, ce qui peut vouloir dire norme Delta, est un ensemble de normes établies en tenant compte de l'expérience acquise sur la lutte contre les eaux de 1957 à 2005.
Elles résultent de la fusion de plusieurs normes sur les inondations et la défense du territoire, ayant pour but de trouver le rapport optimal entre la protection d'une région, les coûts et les avantages.

## Tempêtes en mer du Nord
Le calcul de risque n'est pas le même suivant les régions, essentiellement en fonction du nombre d'habitants et des caractéristiques géographiques.
Un événement à risque se produit statistiquement une fois tous les 10 000 ans en Hollande-Méridionale et Septentrionale, une fois tous les 4 000 ans en Zélande, sur l'île de Texel, en Frise et en Groningue, et une fois tous les 2 000 ans sur les îles de la Frise.
Au moyen de calculs hydrauliques, les experts estiment la hauteur requise pour la digue en fonction de la compréhension des dangers. Le calcul montre que pour Hoek van Holland, une digue de 5,0 mètres au-dessus du niveau de la mer est nécessaire. Ce niveau de la conception de la digue peut varier pour un même édifice de quelques centimètres en fonction des endroits.
À cela doit s'ajouter la hauteur de l'onde de tempête extrême, que les vagues peuvent atteindre contre la digue. La hauteur des vagues calculée sur une digue en mer du Nord est d'environ 7 mètres au maximum. La mise aux normes des digues en mer du Nord est donc d'environ 12 mètres au-dessus du niveau de la mer.
La conformité des digues pour la mer des Wadden est de 7,5 mètres à l'est de Texel, et de 10 mètres côté ouest ; les vagues se brisent sur les côtes des îles et les eaux sont peu profondes de la mer des Wadden, ce qui explique cette différence.
Lors de l'inondation de 1953, de nombreuses percées se sont produites parce que la mer attaquait une côte raide. Depuis lors, la conception laisse une décharge possible, c'est-à-dire laisser un endroit où peut s'écouler l'eau. Quand c'est possible, un plateau avec une pente faible est laissé devant la digue pour améliorer son efficacité.

## Les digues de fleuves
La conformité de hauteur pour une rivière est la hauteur à laquelle cette dernière doit se situer pour qu'il n'y ait pas de danger. Cette valeur a été calculée à la suite de l'observation sur la période 1995-2005 sur les grands fleuves (Rhin, Waal, Meuse, IJssel) pour que la probabilité d'inondation soit inférieure à une fois tous les 1 250 ans. Certaines rives de cours d'eau sont ainsi agrémentées de digues et d'autres systèmes de régulation des eaux pour casser le risque d'inondation des territoires en cas de crue. La hauteur de ces digues peut varier en fonction des endroits, à la suite de l'introduction de la notion de niveau de la conception de la digue.